# IPod touch
iPod touch (МФА: [ˈaɪpɑd tʌʧ]) — линейка портативных мультимедийных проигрывателей из серии iPod, созданная американской корпорацией Apple. От других плееров серии отличается наличием Wi-Fi-модуля, сенсорного экрана с поддержкой multi-touch, а также доступом к фирменным магазинам Apple — App Store и iTunes Store. 
iPod touch 1-го поколения был представлен 13 сентября 2007 года. Линейка iPod touch насчитывала 7 поколений устройств, последнее из которых было представлено 28 мая 2019 года.
iPod touch являлся последним продуктом в линейке iPod после снятия с производства iPod nano и iPod shuffle 27 июля 2017 года, после чего Apple пересмотрела объём памяти и цены на iPod touch с 32 и 128 ГБ памяти. 10 мая 2022 года Apple сняла iPod touch с производства, фактически завершив линейку продуктов iPod в целом. С релизом iOS 16 Apple прекратила поддержку iPod touch 7 поколения, фактически завершив программную поддержку iPod touch и линейки iPod в целом.

## Программное обеспечение
iPod touch работает на мобильной операционной системе iOS. 
Список версий iOS для iPod touch
|  | Прекращённые |  | Текущие |  | Будущая |

| Версия | Номер сборки | Дата релиза     | Последняя версия для      |
| ------ | ------------ | --------------- | ------------------------- |
| 3.1.3  | 7E18         | 2 февраля 2010  | iPod touch 1-го поколения |
| 4.2.1  | 8C148        | 22 ноября 2010  | iPod touch 2-го поколения |
| 5.1.1  | 9B206        | 7 мая 2012      | iPod touch 3-го поколения |
| 6.1.6  | 10B400       | 21 февраля 2014 | iPod touch 4-го поколения |
| 9.3.5  | 13G36        | 25 августа 2016 | iPod touch 5-го поколения |
| 12.5.7 | 16H81        | 23 января 2023  | iPod touch 6-го поколения |
| 15.8.3 | 19H386       | 29 июля 2024    | iPod touch 7-го поколения |

## Технические характеристики
На лицевой части плеера расположен 3,5-дюймовый (1-4 iPod) и 4-дюймовый у iPod touch 5 поколения и выше — широкоформатный мультисенсорный экран, а также одна единственная кнопка (Home), расположенная под дисплеем и предназначенная для возврата в главное меню, так же для вызова многозадачности, с 5-го поколения для вызова голосового ассистента Siri. Также есть две камеры с лицевой стороны и на задней панели.
Имеется Wi-Fi-антенна (начиная с 4 поколения она находится под экраном), позволяющая плееру работать в беспроводных сетях Wi-Fi (по протоколам 802.11b/g/n). Это позволяет владельцам iPod touch скачивать музыку для плеера, не используя компьютер в качестве посредника: с сервисом iTunes Store теперь можно работать напрямую с устройства (при этом используется его облегченная версия — iTunes Wi-Fi Music Store)
В нижней части плеера находятся разъём для док-станции или кабеля USB 2.0 и 3,5-мм разъём
В пятом поколении плеера имелся базовый аксессуар iPod touch loop — кожаный ремешок на руку, который крепится к алюминиевой кнопке на задней панели плеера. Также, начиная с пятого поколения, изменён разъём док коннектора с 30-пинового на более современный 8-контактный Lightning (одновременно с появлением такового у iPhone 5, iPad 4 и iPod nano 7).

### Дисплей
1—3 поколения:
- Дисплей Multi-Touch с диагональю 3.5 дюйма
- Разрешение 480×320 пикселей (163 пикселей/дюйм)

4 поколение:
- Широкоформатный дисплей Multi-Touch (Retina) с диагональю 3,5 дюйма
- Разрешение 960×640 пикселей (326 пикселей/дюйм)

5—7 поколения:
- Широкоформатный дисплей Multi-Touch (Retina) с диагональю 4 дюйма
- Разрешение 1136×640 пикселей (326 пикселей/дюйм)

### Камера, фотографии и видео
Камера присутствует начиная с 4-го поколения. 
- Запись видео, HD (с частотой развёртки 1080p) до 30 кадров/с с аудио; Full HD (5 поколения); фотосъемка (960 х 720) задней камерой (с 5-го поколения камера 5 мегапикселей, как и в iPhone 4).
- Съёмка фотографий VGA-качества (начиная с 5-го поколение HD-качества) и видео до 30 кадров/с при помощи камеры на передней панели.
- Контроль экспозиции касанием при съёмке фото и видео, при зажимании пальца на экране, блокируется автоэкспозиция (доступно с 4-го поколения).
- Добавление данных о месте съёмки к фотографиям и видео по сети Wi-Fi (доступно с 5-го поколения).
- В пятом поколении плеера, есть версия на 16 ГБ  без задней (основной) камеры.
- С шестого поколения задняя (основная) камера 8 Мп, фронтальная 1,2 Мп.

### Входы, выходы
- 30-контактный разъём для док-станции (с 5-го поколения 8-контактный разъём Lightning)
- 3,5-мм разъём для стереонаушников (мини-джек)
- Встроенный динамик
- Микрофон (с 1-го поколения)

### Питание и аккумулятор
- Встроенный литий-ионный аккумулятор
- Время воспроизведения музыки: до 40 часов при полном заряде
- Время воспроизведения видео: до 7 часов при полном заряде (с 5-го поколения: до 8 часов)
- Время зарядки: быстрая зарядка приблизительно за 2 часа (80 % ёмкости), полная зарядка — приблизительно за 4 часа.
- Играть в игры с 3D-графикой: до 4 часов при полном заряде; играть в 2D игры: до 8 часов при полном заряде.

### Аудио
- Частотная характеристика: от 20 Гц до 20 кГц
- Поддерживаемые звуковые форматы: AAC (от 8 до 320 кбит/с), защищённый AAC (для файлов из iTunes Store), HE-AAC, MP3 (от 8 до 320 кбит/с), MP3 VBR, Audible (форматы 2, 3, 4, Audible Enhanced Audio, AAX и AAX+), Apple Lossless, AIFF и WAV
- Настраиваемая пользователем максимальная громкость

### ТВ и видео
- Видео H.264 с частотой развёртки до 720p, 30 кадров/с, основной профиль уровня 3.1 со звуком AAC-LC до 160 кбит/с, 48 кГц, стереозвук в форматах .m4v, .mp4 и .mov
- Видео MPEG-4, до 2,5 Мбит/с, 640 х 480 пикселей, 30 кадров/с, простой профиль со звуком AAC-LC до 160 кбит/с на канал, 48 кГц, стереозвук в форматах .m4v, .mp4 и .mov
- Motion JPEG (M-JPEG) до 35 Мбит/с, 1280 x 720 пикселей, 30 кадров/с, аудио в формате ulaw, стереозвук PCM в формате .avi
- Поддержка разрешения 1024×768 через адаптер Apple к порту VGA; построчная развёртка 576p и 480p через компонентный AV-кабель Apple, разрешение 576i и 480i через композитный AV-кабель Apple (приобретается отдельно)

### Наушники
- Частотная характеристика: от 19 Гц до 20 кГц
- Акустическое сопротивление: 32 Ом

### Датчики
- Трёхосевой гироскоп
- Акселерометр

### Системные требования
- Apple ID (требуется для некоторых функций)
- Доступ к сети Интернет (через Wi-Fi)
- Для синхронизации с iTunes на Mac или PC требуется:

1. Mac: система Mac OS X 10.5.8 или более поздней версии
2. PC: Windows Vista/7/8/10
3. iTunes 10.7 или более поздней версии

### Комплект поставки
- iPod touch
- Наушники Apple iPod Earphones (с 5-го поколения EarPods)
- Кабель для подключения док-станции к порту USB
- iPod Touch loop (только в 5-м поколении (Кроме версии на 16 ГБ)) — кожаный ремешок на руку
- Руководство по началу работы

## Версии iPod touch
Первое поколение
- 8 Гб (A1136, MA623LL/A) — 5 сентября 2007 — 9 сентября 2008 года
- 16 Гб (A1213, MA627LL/A) — 5 сентября 2007 — 9 сентября 2008 года
- 32 Гб (A1213, MA376LL/A) — 5 февраля 2008 — 9 сентября 2008 года

iPod touch 1 (8, 16, 32Гб): процессор Samsung S5L8900X (ARM, частота 412 МГц), ОЗУ 128 Мб, вес 115 г.
Второе поколение
- 8 Гб (A1288, MB528LL/A) — 9 сентября 2008 — 9 сентября 2009 года
- 8 Гб (А1288, MC086LL/A) — 9 сентября 2008
- 16 Гб (A1288, MB531LL/A) — 9 сентября 2008 — 9 сентября 2009 года
- 32 Гб (A1288, MB533LL/A) — 9 сентября 2008 — 9 сентября 2009 года

iPod touch 2 (8, 16, 32Гб): процессор Samsung S5L8720X (ARM, частота 533 МГц), ОЗУ 128 Мб, вес 115 г.
Третье поколение
- 32 Гб (A1318, MC008LL/A) — 9 сентября 2009 — 8 сентября 2010 года
- 64 Гб (A1318, MC011LL/A) — 9 сентября 2009 — 8 сентября 2010 года

iPod touch 3 (32, 64 Гб): процессор Cortex-A8 (ARM, частота 600 МГц), ОЗУ 256 Мб, вес 116 г.
Четвёртое поколение
- 8 Гб (A1367, MC540LL/A) — 1 сентября 2010 года — май 2013 года
- 16 Гб (A1367) — 12 сентября 2012 года — май 2013 года
- 32 Гб (A1367, MC544LL/A) — 1 сентября 2010 года — май 2013 года
- 64 Гб (A1367, MC547LL/A) — 1 сентября 2010 года — 12 сентября 2012 года
- 4 октября 2011 года представлена версия iPod touch 4 белого цвета.

iPod touch 4 (8, 16, 32, 64 Гб): процессор Apple A4 (частота 800 МГц), ОЗУ 256 Мб, вес 101 г.
Пятое поколение
- 16 Гб — май 2013 года
- 32 Гб — октябрь 2012 года
- 64 Гб — октябрь 2012 года

Это первое из поколений плееров iPod touch в цветном исполнении: доступны в белом, чёрном, красном (только при заказе в официальном онлайн-магазине Apple), голубом, розовом и жёлтом цветах.
iPod touch 5 (16, 32, 64 Гб): процессор Apple A5 (2 ядра по 800 МГц), ОЗУ 512 Мб, вес 88 г.
Шестое поколение
- 16 Гб — 15 июля 2015 года
- 32 Гб — 15 июля 2015 года
- 64 Гб — 15 июля 2015 года
- 128 Гб — 15 июля 2015 года

iPod touch 6 (16, 32, 64, 128 Гб): 64-битный процессор Apple A8 (2 ядра по 1,1 ГГц), сопроцессор M8, ОЗУ 1 ГБ, камера — 8 мегапикселей, поддержка стандарта Wi-Fi IEEE 802.11ac.
Седьмое поколение
- 32 Гб — 28 мая 2019 года
- 128 Гб — 28 мая 2019 года
- 256 Гб — 28 мая 2019 года

iPod touch 7 (32, 128, 256 Гб): 64-битный процессор Apple A10 (4 ядра по 1,64 ГГц), сопроцессор M10, ОЗУ 2 ГБ, камера — 8 мегапикселей.